# Souviens-toi
Pour les articles homonymes, voir Souviens-toi et Remember Me.
Souviens-toi (titre original : Remember Me) est un roman policier américain de Mary Higgins Clark, paru en 1994. Le livre atteint la première place de la New York Times Best Seller list pendant plusieurs semaines. Découpé en 110 chapitres chacun constitué de seulement quelques pages, il décrit la dualité entre les douleurs du passé et la nécessité d'avancer.
La traduction française par Anne Damour paraît la même année aux éditions Albin Michel.

## Résumé
Après avoir perdu son jeune fils Bobby dans un tragique accident, Menley Nichols voit sa relation avec son mari Adam, un avocat, constamment sur le point de s'effondrer. Cependant, la naissance de leur deuxième enfant, Hannah, promet de sauver leur mariage. Les Nichols choisissent d'ailleurs de commencer leur nouvelle vie en louant une maison à Cap Cod. Mais les choses ne sont jamais aussi simples. Dans sa nouvelle maison, d'étranges incidents l'amènent à revivre la terrible nuit où elle a perdu son premier enfant, et elle craint bientôt pour la sécurité de sa fille. 
Pendant ce temps, son mari avocat accepte de se charger d'un client soupçonné d'avoir noyé sa femme. Or, cette sordide histoire de meurtre, dont il doit s'occuper dans sa vie professionnelle, va bientôt tisser d'étranges ramifications avec sa vie privée.

## Personnages principaux
Les personnages sont nombreux : 
- Menley Nichols, personnage principale
- Adam Nichols, époux de Menley et avocat prestigieux
- Bobby Nichols, enfant défunt du couple
- Scott Covey, accusé de meurtre sur sa femme et défendu par l'avocat Adam Nichols

### Personnages secondaires
- Vivian, la femme de Scott décédée dans un tragique accident
- Graham et Anne, les parents de la défunte
- L'inspecteur Nat Coogan
- Elaine, une amie d'enfance d'Adam Nichols et sa belle-fille, Amy.
- Henry et Phoebe, les voisins de Scott
- Hannah, la deuxième enfant du couple Nichols

## Analyse des personnages
Les personnages sont tous plus ou moins aboutis physchologiquement, Menley Nichols étant la plus complexe; néanmoins, ils ont tous un rôle distinct qui nous permet d'en apprendre davantage sur l'histoire.
Scott Covey, semble sincèrement touché par le décès de sa femme bien qu'il soit accusé de sa mort et  le doute sera maintenu jusqu'au bout.
Menley Nichols elle, fait face à des difficultés entre le deuil de son enfant et sa nouvelle vie avec Hannah (sa fille) et son époux à Cap Cod.
Henry et Phoebe forment un couple attachant et bienveillant. À travers ce couple, l'auteure nous dépeint le quotidien difficile de la maladie d'Alzheimer. Henry, qui aime profondément sa femme tente de la protéger du danger lié à sa maladie car il ne sait jamais où il la retrouvera la prochaine fois.
Amy tente de son côté d'accepter Elaine dans sa famille après le décès trop récent de sa mère; cette phase de deuil la rapprochera beaucoup de Menley qui a elle aussi subi une perte douloureuse.

## Thèmes abordés
Le thème principal abordé est le thème du souvenir, évoqué explicitement dans le titre et dans le nom de la maison du couple à Cap Cod, "Remember" qui est au cœur du roman. Il est question de mémoire : celle de Menley quant à la perte de son fils Bobby, ou celle des anciens habitants de la maison... Enfin, Mary Higgins Clark aborde le thème douloureux de la perte d'un enfant, présent tout au long du livre.

## Adaptations
Le roman est adapté à deux reprises en téléfilms :

### Téléfilm de 1995
Souviens-toi, réalisé par Michael Switzer (en),, dans lequel Mary Higgins Clark fait un caméo (96 min).
Nelly se remet lentement du décès de son enfant âgé de deux ans dans un accident pendant son séjour psychiatrique. Après l'arrivée de son deuxième enfant, elle et son mari s'installent dans une nouvelle maison ou de nombreux évènements mystérieux et surnaturels surviennent.

#### Casting
Kelly McGillis, Cotter Smith, Shanna Reed, Michael T. Weiss

### Téléfilm de 2015
Souviens-toi, réalisé par Philippe Venault, (94 min).
Après le traumatisme lié à la mort accidentelle de leur fils il y a cinq ans, Émilie et Marc s'installent dans une maison en bord de mer après la naissance de leur fille Anna. Après une rencontre avec Vincent Rivière accusé du meurtre de sa femme, Émilie, touchée par son histoire renoue avec son passé d'avocate et décide de le défendre. En parallèle, des événements étranges surviennent dans la maison, Émilie semble entendre des voix, celle de son défunt fils... Son entourage s'inquiète de son état mental, même son mari, qui envisage de l'interner dans un hôpital psychiatrique pendant qu'elle découvre que la maison est chargée d'histoire, une funeste histoire. Sombre-t-elle dans la folie ou y a-t-il quelqu'un derrière tout ça?

#### Casting
Acteurs : Émilie Dequenne (rôle Émilie Auclair), Patrick Mille (rôle Marc Auclair), Benjamin Bellecour (rôle Vincent Rivière), Sophie-Charlotte Husson (rôle Hélène Leroy), Pauline Serieys (Laure Leroy, la jeune nounou, fille d'Hélène), Michel Ferracci (le commissaire Mattei), Nanou Garcia (Alice, la femme de ménage), ...
Scénariste : Philippe Madral

#### Production
Producteur délégué : Thomas Anargyros
Producteur exécutif : Frédéric Bruneel
Producteur délégué : Édouard de Vesinne

## Réception critique
Le livre a été bien reçu par les lecteurs français avec une note de 3,58/5 étoiles sur Babelio et très apprécié en général avec une note de 3,94/5 étoiles sur goodreads.
Quant au film de 1995, les spectateurs lui ont accordé une note de 6,5/10 ce qui en fait un film plutôt réussi.
En revanche, le téléfilm datant de 2015 a été moins bien reçu, décrit comme long  et ne recevant que quelques avis.

## Citations
- "Nous sentons-nous donc tous coupables lorsque nous perdons un être cher ?"

- "Elle roulait sur cette route de campagne peu familière, Bobby sur le siège arrière. C'était une belle journée ensoleillée. Elle se sentait heureuse. Elle chantait pour Bobby à pleine voix ; Bobby l'accompagnait. Le passage à niveau non gardé. La sensation que le sol vibrait. La vision à travers la fenêtre. Le visage hagard du mécanicien. Le rugissement du train, le crissement des freins tandis que la locomotive arrivait sur eux."